# Villemandeur
Villemandeur est une commune française située dans le département du Loiret, en région Centre-Val de Loire.

## Géographie

### Localisation

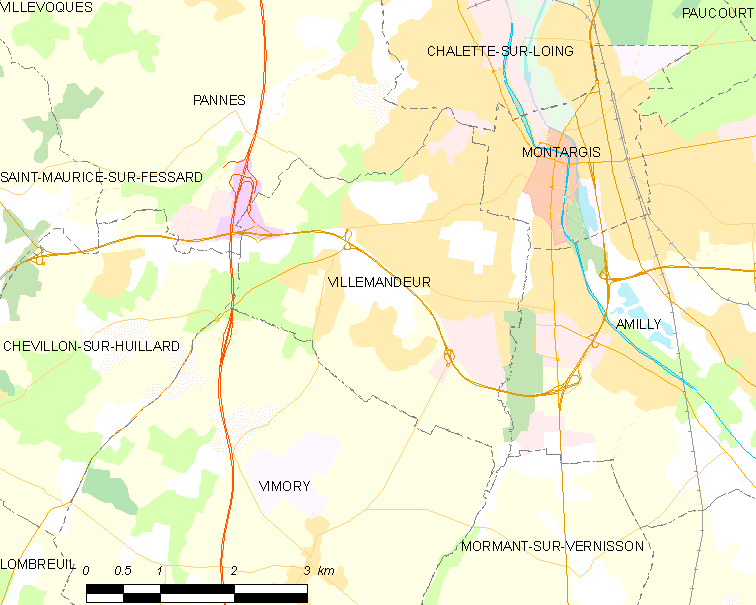
Carte de la commune de Villemandeur et des communes limitrophes.

La commune de Villemandeur se trouve dans le quadrant nord-est du département du Loiret, dans la région agricole du Gâtinais pauvre et l'aire urbaine de Montargis.  À vol d'oiseau, elle se situe à 60,5 km  d'Orléans, préfecture du département, à 3,0 km de Montargis, sous-préfecture, et à 4,8 km d'Amilly, ancien chef-lieu du canton dont dépendait la commune avant mars 2015. La commune fait partie du bassin de vie de Montargis.
Les communes les plus proches sont : Montargis (3 km), Châlette-sur-Loing (3 km), Pannes (4,3 km), Amilly (4,8 km), Vimory (4,8 km), Mormant-sur-Vernisson (5,3 km), Corquilleroy (6 km), Cepoy (6,5 km), Saint-Maurice-sur-Fessard (6,6 km) et Chevillon-sur-Huillard (6,9 km).

### Lieux-dits et écarts
- Vieux-Villemandeur (Vieux-Bourg)
- Lisledon
- La Manche

### Géologie et relief

#### Géologie
La commune se situe dans le sud du Bassin parisien, le plus grand des trois bassins sédimentaires français. Cette vaste dépression, occupée dans le passé par des mers peu profondes et des lacs, a été comblée, au fur et à mesure que son socle s’affaissait, par des sables et des argiles, issus de l’érosion des reliefs alentours, ainsi que des calcaires d’origine biologique, formant ainsi une succession de couches géologiques.
Les couches affleurantes sur le territoire communal sont constituées de formations superficielles du Quaternaire et de roches sédimentaires datant du Cénozoïque, l'ère géologique la plus récente sur l'échelle des temps géologiques, débutant il y a 66 millions d'années, et du Mésozoïque, anciennement appelé Ère secondaire, qui s'étend de −252,2 à −66,0 Ma. La formation la plus ancienne est de la craie blanche à silex remontant à la période Crétacé. La formation la plus récente est des alluvions récentes des lits mineurs remontant à l’époque Holocène de la période Quaternaire. Le descriptif de ces couches est détaillé dans  la feuille « n°365 - Montargis » de la carte géologique au 1/50 000ème du département du Loiret, et sa notice associée.

Carte géologique de la commune.

|  | Fz : | alluvions récentes des lits mineurs, Holocène |

|  | qOE : | Limons et Loess, Quaternaire |

|  | m1MGa : | molasse du Gâtinais, Aquitanien |

|  | g1CEt : | calcaire d'Étampes, Stampien supérieur |

|  | e4PN : | poudingue de Nemours, Paléocène-Éocène inférieur |

|  | c5Cr : | craie blanche à silex, Campanien |

#### Relief
La superficie cadastrale de la commune publiée par l’Insee, qui sert de références dans toutes les statistiques, est de 11,46 km2,. La superficie géographique, issue de la BD Topo, composante du Référentiel à grande échelle produit par l'IGN, est quant à elle de 11,35 km2. Son relief est relativement plat puisque la dénivelée maximale atteint 15 mètres. L'altitude du territoire varie entre 84 m et 99 m.

### Hydrographie

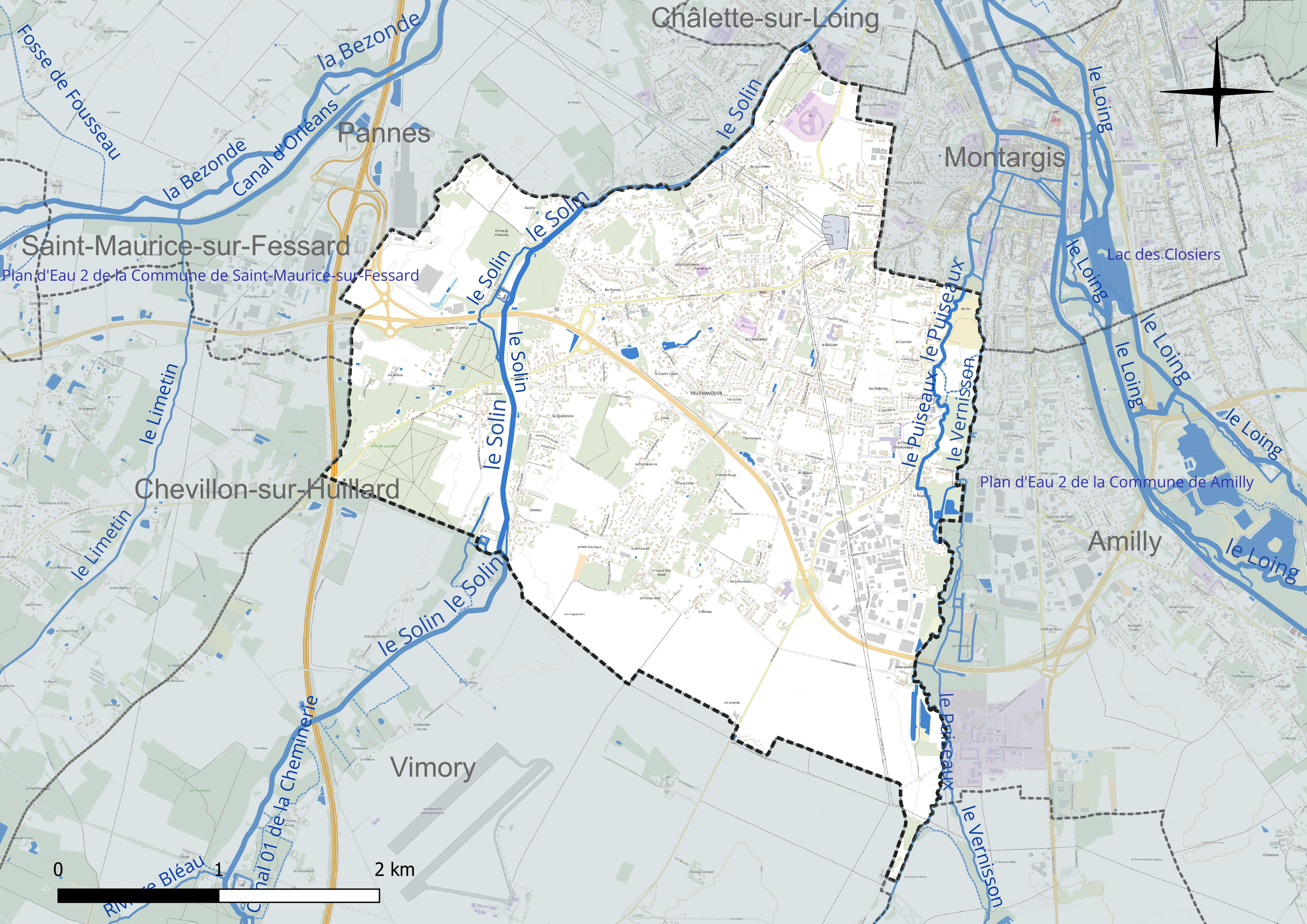
Réseau hydrographique de Villemandeur.

Le réseau hydrographique communal, d'une longueur totale de 10,9 km, comprend trois cours d'eau notables, le Puiseaux (4,328 km) et le Solin (2,69 km) et le Vernisson (1,306 km), et divers petits cours d'eau. Le Puiseaux, d'une longueur totale de 37,1 km, prend sa source dans la commune des Choux et se jette dans le Loing à Chalette-sur-Loing, après avoir traversé 12 communes. Le Solin, d'une longueur totale de 32,5 km, prend sa source dans la commune de Le Moulinet-sur-Solin et se jette également dans le Loing à Châlette-sur-Loing, après avoir traversé 8 communes. Le Vernisson, d'une longueur totale de 37,1 km, prend sa source dans la commune de La Bussière et se jette  dans le Canal 01 des Bonnins à Montargis, après avoir traversé 11 communes. Sur le plan piscicole, les trois cours d'eau sont classés en deuxième catégorie piscicole. L'espèce biologique dominante est constituée essentiellement de poissons blancs (cyprinidés) et de carnassiers (brochet, sandre et perche).

## Toponymie
La première mention connue de Villemandeur remonte à 1162 sous la forme Villa Mandore.
Selon Xavier Delamarre, Mandore est un nom de peuple gaulois au génitif pluriel latin, celui des Viromandui ou Viromanduens. Villemandeur signifierait alors « le village des Viromanduens » et désignerait initialement l'installation d'un groupe de Viromanduens. Les Viromanduens étaient installés principalement dans la région du Vermandois à laquelle ils ont laissé leur nom, comme à Vermand (Aisne) leur capitale du temps de l'indépendance gauloise.

## Héraldique
| Blason de Villemandeur | Les armes de Villemandeur se blasonnent ainsi : Parti d’argent et d’azur au chevron brochant d’or chargé d’une croisette tréflée de gueules. |

### Climat
Pour des articles plus généraux, voir Climat du Centre-Val de Loire et Climat du Loiret.
En 2010, le climat de la commune est de type climat océanique dégradé des plaines du Centre et du Nord, selon une étude du CNRS s'appuyant sur une série de données couvrant la période 1971-2000. En 2020, Météo-France publie une typologie des climats de la France métropolitaine dans laquelle la commune est exposée à un climat océanique altéré et est dans la région climatique Nord-est du bassin Parisien, caractérisée par un ensoleillement médiocre, une pluviométrie moyenne régulièrement répartie au cours de l’année et un hiver froid (3 °C).
Pour la période 1971-2000, la température annuelle moyenne est de 11 °C, avec une amplitude thermique annuelle de 15,1 °C. Le cumul annuel moyen de précipitations est de 687 mm, avec 10,8 jours de précipitations en janvier et 7,3 jours en juillet. Pour la période 1991-2020, la température moyenne annuelle observée sur la station météorologique de Météo-France la plus proche, sur la commune d'Amilly à 5 km à vol d'oiseau, est de 11,7 °C et le cumul annuel moyen de précipitations est de 642,8 mm,. Pour l'avenir, les paramètres climatiques de la commune estimés pour 2050 selon différents scénarios d'émission de gaz à effet de serre sont consultables sur un site dédié publié par Météo-France en novembre 2022.
| Mois                                  | jan.           | fév.           | mars          | avril         | mai           | juin           | jui.           | août           | sep.          | oct.            | nov.             | déc.           | année     |
| ------------------------------------- | -------------- | -------------- | ------------- | ------------- | ------------- | -------------- | -------------- | -------------- | ------------- | --------------- | ---------------- | -------------- | --------- |
| Température minimale moyenne (°C)     | 1,3            | 0,8            | 2,7           | 4,6           | 8,4           | 11,7           | 13,3           | 12,9           | 9,6           | 7,4             | 3,9              | 1,8            | 6,5       |
| Température moyenne (°C)              | 4,3            | 4,8            | 7,9           | 10,7          | 14,5          | 17,9           | 20             | 19,8           | 16            | 12,3            | 7,6              | 4,8            | 11,7      |
| Température maximale moyenne (°C)     | 7,4            | 8,9            | 13,1          | 16,7          | 20,6          | 24,2           | 26,8           | 26,7           | 22,4          | 17,2            | 11,2             | 7,9            | 16,9      |
| Record de froid (°C) date du record   | −21 17.01.1985 | −22 25.02.1986 | −13 01.03.05  | −6,3 04.04.22 | −1 04.05.1991 | 0,1 05.06.1991 | 3,9 04.07.1984 | 2,4 28.08.1974 | −1 29.09.1972 | −7,8 30.10.1997 | −11,2 23.11.1993 | −17,2 19.12.09 | −22 1986  |
| Record de chaleur (°C) date du record | 18 30.01.02    | 22 27.02.19    | 26,2 31.03.21 | 31 25.04.07   | 32,9 28.05.17 | 38,7 18.06.22  | 41,9 25.07.19  | 42,1 06.08.03  | 35,4 08.09.23 | 30,6 01.10.1985 | 22,7 03.11.1993  | 18 16.12.1989  | 42,1 2003 |
| Précipitations (mm)                   | 46,7           | 44,3           | 44,1          | 50,6          | 66,1          | 51,5           | 56,4           | 49,9           | 48,5          | 62              | 61,7             | 61             | 642,8     |

## Urbanisme

### Typologie
Au 1er janvier 2024, Villemandeur est catégorisée ceinture urbaine, selon la nouvelle grille communale de densité à sept niveaux définie par l'Insee en 2022.
Elle appartient à l'unité urbaine de Montargis, une agglomération intra-départementale regroupant huit  communes, dont elle est une commune de la banlieue,,. Par ailleurs la commune fait partie de l'aire d'attraction de Montargis, dont elle est une commune de la couronne,. Cette aire, qui regroupe 33 communes, est catégorisée dans les aires de 50 000 à moins de 200 000 habitants,.

### Occupation des sols
L'occupation des sols de la commune, telle qu'elle ressort de la base de données européenne d’occupation biophysique des sols Corine Land Cover (CLC), est marquée par l'importance des territoires artificialisés (56,3 % en 2018), en augmentation par rapport à 1990 (32,6 %). La répartition détaillée en 2018 est la suivante : 
zones urbanisées (44,5 %), terres arables (23,1 %), zones industrielles ou commerciales et réseaux de communication (11,9 %), forêts (10,6 %), zones agricoles hétérogènes (7 %), prairies (3 %).
L'évolution de l’occupation des sols de la commune et de ses infrastructures peut être observée sur les différentes représentations cartographiques du territoire : la carte de Cassini (XVIIIe siècle), la carte d'état-major (1820-1866) et les cartes ou photos aériennes de l'IGN pour la période actuelle (1950 à aujourd'hui).

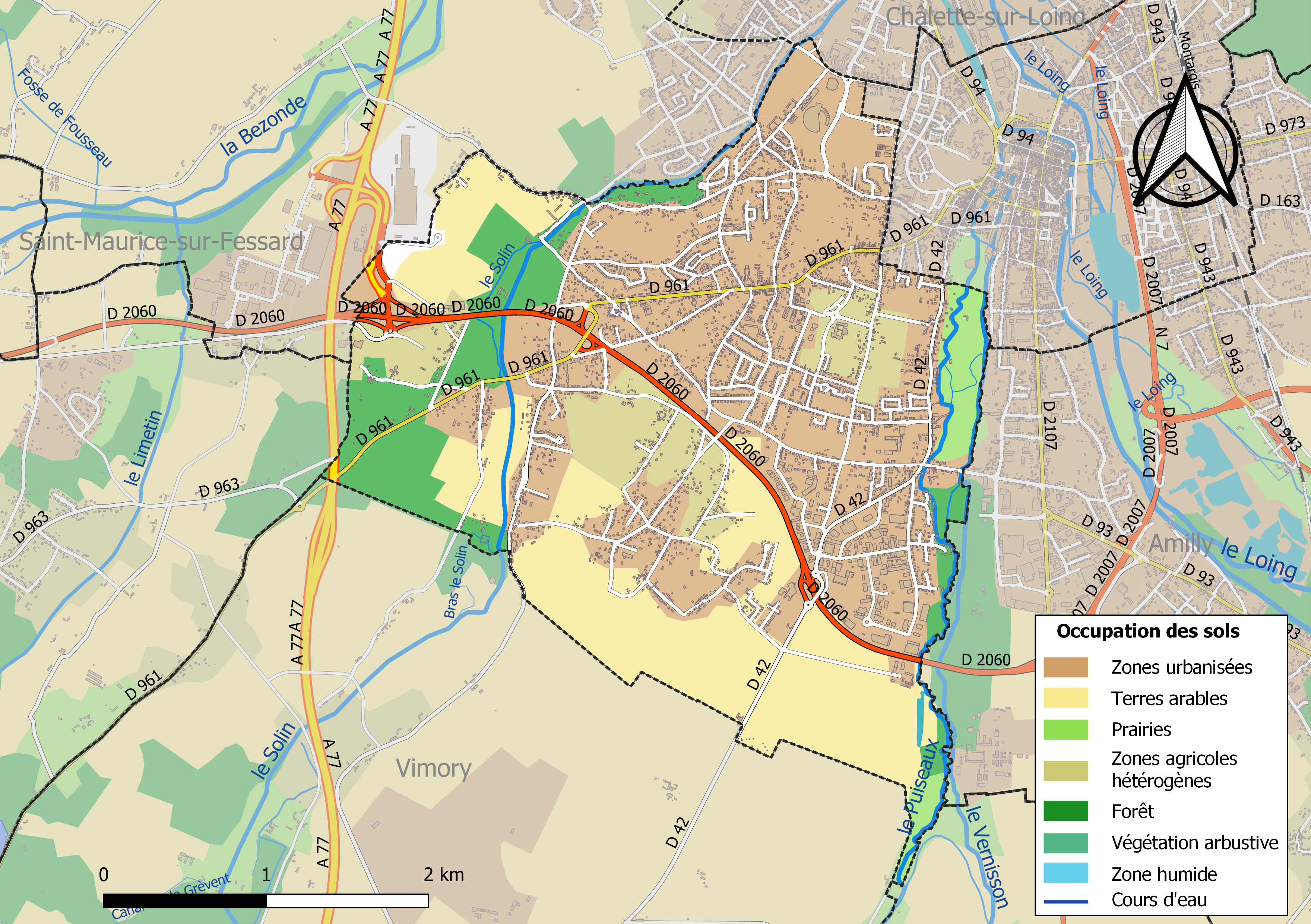
Carte des infrastructures et de l'occupation des sols de la commune en 2018 (CLC).
Carte orthophotographique de la commune en 2016.

### Voies de communication et transports

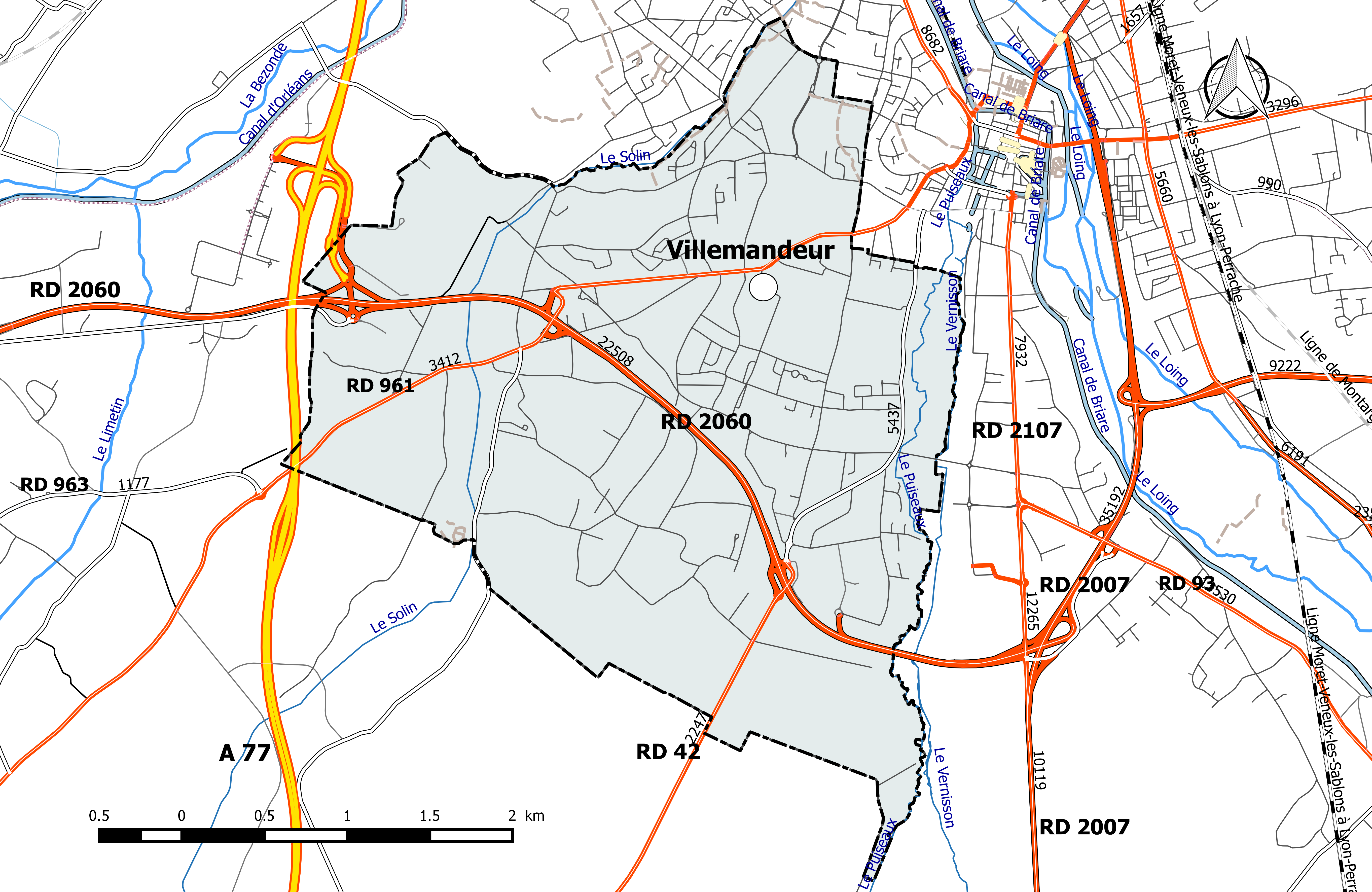
Réseau routier principal de la commune de Villemandeur (avec indication du trafic routier 2014).

Le territoire de la commune est longé par l'autoroute A77 et traversé par les routes nationales RN60, RN 7 et départementale D 961.
La commune est desservie par les autocars du réseau Ulys et les transports en commun de l'agglomération montargoise.

### Risques naturels et technologiques
La commune de Villemandeur est vulnérable à différents aléas naturels : inondations (par débordement du Loing), climatiques (hiver exceptionnel ou canicule), mouvements de terrains ou sismique (sismicité faible). Elle est également exposée à un risque technologique : le risque de transport de matières dangereuses
.
Entre 1999 et 2019, treize arrêtés ministériels ayant porté reconnaissance de catastrophe naturelle ont été pris pour le territoire de la commune  de Villemandeur : sept  pour des inondations et coulées de boues intervenues et six pour des mouvements de terrains.

#### Risques naturels

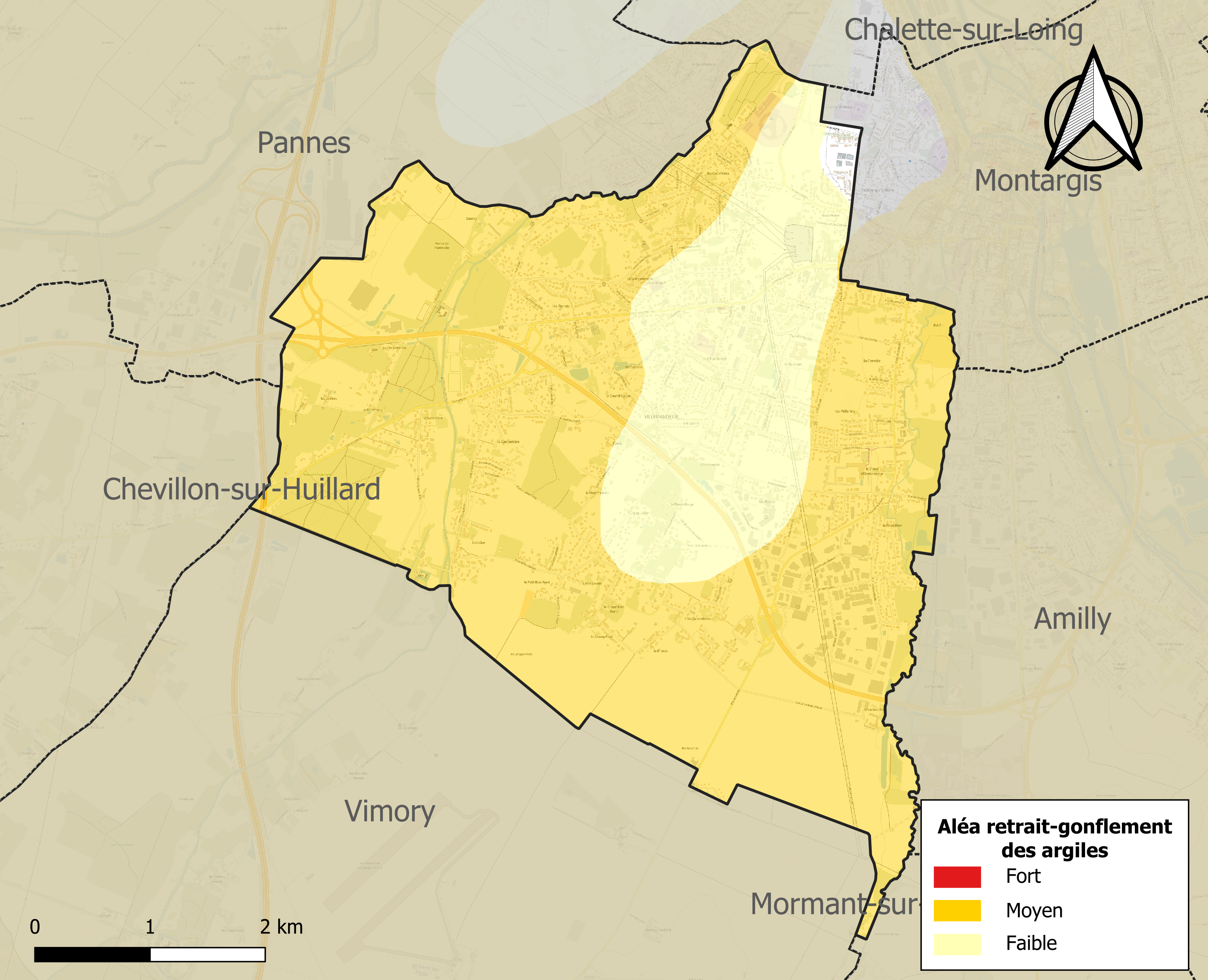
Carte de l'aléa retrait-gonflement des argiles concernant la commune de Villemandeur

Villemandeur est traversée du sud vers le nord par trois cours d’eau qui convergent vers le centre de Montargis où ils se jettent dans le Loing : le Solin, à l'ouest de la commune, le Puiseaux et le Vernisson, à l’est. De nombreuses constructions à usage d'habitation sont présentes dans les lits majeurs de ces ruisseaux (lotissements des rues de Lisledon et de la Surandière à proximité du Solin, pavillons des rues Jean Mermoz et du Vieux Bourg à proximité du Puiseaux et du Vernisson) et sont vulnérables en cas de crue. Celles-ci ont essentiellement lieu aux mois de décembre, janvier et février, qui concentrent l’ensemble des crues majeures, plus rarement en automne (octobre 1896), et au printemps (mai 1836). Les deux crues de référence sont celles de janvier 1910 (3,16 m à Montargis) et de mai-juin 2016 (3,36 m à la même station),. Le risque d'inondation est pris en compte dans l'aménagement du territoire de la commune par le biais du Plan de prévention du risque inondation (PPRI) Agglomération montargoise et Loing Aval approuvé le 20 juin 2007 par arrêté préfectoral et modifié en 2013 pour la commune de Dordives.
Le territoire de la commune peut également être concerné par un risque d'effondrement de cavités souterraines non connues. Une cartographie départementale de l'inventaire des cavités souterraines et des désordres de surface a été réalisée. Il a été recensé sur la commune plusieurs effondrements de cavités.
Par ailleurs le sol du territoire communal peut faire l'objet de mouvements de terrain liés à la sécheresse. Le phénomène de retrait-gonflement des argiles est la conséquence d'un changement d'humidité des sols argileux. Les argiles sont capables de fixer l'eau disponible mais aussi de la perdre en se rétractant en cas de sécheresse. Ce phénomène peut provoquer des dégâts très importants sur les constructions (fissures, déformations des ouvertures) pouvant rendre inhabitables certains locaux. Celui-ci a particulièrement affecté le Loiret après la canicule de l'été 2003. Une grande partie du territoire de la commune est soumis à un aléa « moyen » face à ce risque, selon l'échelle définie par le Bureau de recherches géologiques et minières (BRGM).
Depuis le 22 octobre 2010, la France dispose d’un nouveau zonage sismique divisant le territoire national en cinq zones de sismicité croissante. La commune, à l’instar de l’ensemble du département,  est concernée par un risque très faible.

#### Risques technologiques
La commune est concernée par le risque de transport de matières dangereuses, en raison du passage sur son territoire d'itinéraires structurants supportant un fort trafic (les routes départementales D2060 et D2007).

## Politique et administration

### Découpage territorial

#### Bloc communal: Commune et intercommunalités
La paroisse et bourg de Villemandeur acquiert le statut de municipalité avec le  décret du 12 novembre 1789 de l'Assemblée Nationale puis celui de « commune », au sens de l'administration territoriale actuelle, par le décret de la Convention nationale du 10 brumaire an II (31 octobre 1793). Il faut toutefois attendre la loi du 5 avril 1884 sur l'organisation municipale pour qu'un régime juridique uniforme soit défini pour toutes les communes de France, point de départ de l’affirmation progressive des communes face au pouvoir central.
Aucun événement de restructuration majeure du territoire, de type suppression, cession ou réception de territoire, n'a affecté la commune depuis sa création.
Initialement constitué par arrêté préfectoral le 30 mai 1959, le district urbain de l’agglomération Montargoise, le plus ancien district de France, regroupait huit communes dont la commune de Villemandeur. Celui-ci avait des compétences réduites : ordures ménagères, transports, service départemental d’incendie et de secours (SDIS) et assainissement. La communauté d’agglomération a été créée dans l’optique d’avoir une mutualisation des moyens. En application des dispositions de la loi n°99-586 du 12 juillet 1999 relative au renforcement et à la simplification de la coopération intercommunale, le district s’est transformé en communauté d’agglomération qui a pris le nom de « Agglomération Montargoise et Rives du Loing » par arrêté préfectoral du 14 décembre 2001. Les statuts dont été adoptés le 13 juin 2002. La commune appartient à d'autres établissements publics de coopération intercommunale, de type syndicats ou autres regroupements intercommunaux. Le découpage territorial de ces structures est en constante évolution dans une perspective de rationalisation et d'efficience des services.
La loi du 7 août 2015 portant nouvelle organisation territoriale de la République (dite loi NOTRe), visant une réduction du nombre d'intercommunalités en France, fait passer de 5 000 à 15 000 habitants, sauf exceptions, le seuil démographique minimal pour constituer une intercommunalité et a un impact sur les périmètres des intercommunalités du département du Loiret dont le nombre passe de 28 à 16. Mais la communauté d'agglomération Agglomération Montargoise et Rives du Loing, dont la population totale dépasse le nouveau seuil minimal, ne voit pas son périmètre changer et la commune de Villemandeur en reste donc membre. Cette loi a toutefois un impact sur ses compétences avec l'attribution de nouvelles compténces comme de la gestion des milieux aquatiques et de la prévention des inondations à partir du 1er janvier 2018.

#### Circonscriptions de rattachement
Sous l'Ancien Régime, à la veille des États généraux de 1789, la paroisse de Villemandeur était rattachée sur le plan ecclésiastique à l'ancien diocèse de Sens et sur le plan judiciaire au bailliage de Montargis.
La loi du 22 décembre 1789 divise le pays en 83 départements découpés chacun en six à neuf districts eux-mêmes découpés en cantons regroupant des communes. Les districts, tout comme les départements, sont le siège d’une administration d’État et constituent à ce titre des circonscriptions administratives. La commune de Villemandeur est alors incluse dans le canton de Montargis, le district de Montargis et le département du Loiret.
La recherche d’un équilibre entre la volonté d’organiser une administration dont les cadres permettent l’exécution et le contrôle des lois d’une part, et la volonté d’accorder une certaine autonomie aux collectivités de base (paroisses, bourgs, villes) d’autre part, s’étale de 1789 à 1838. Les découpages territoriaux évoluent ensuite au gré des réformes visant à décentraliser ou recentraliser l'action de l'État. La régionalisation fonctionnelle des services de l'État (1945-1971) aboutit à la création de régions. L'acte I de la décentralisation de 1982-1983 constitue une étape importante en donnant l'autonomie aux collectivités territoriales, régions, départements et communes. L'acte II intervient en 2003-2006, puis l'acte III en 2012-2015.
Le tableau suivant présente les rattachements, au niveau infra-départemental, de la commune de Villemandeur aux différentes circonscriptions administratives et électorales ainsi que l'historique de l'évolution de leurs territoires.
| Circonscription             | Nom                | Période   | Type                         | Évolution du découpage territorial |
| --------------------------- | ------------------ | --------- | ---------------------------- | --- |
| District                    | Montargis          | 1790-1795 | Administrative               | La commune est rattachée au district de Montargis de 1790 à 1795,. La Constitution du 5 fructidor an III, appliquée à partir de vendémiaire an IV (1795) supprime les districts, rouages administratifs liés à la Terreur, mais maintient les cantons qui acquièrent dès lors plus d'importance. |
| Canton                      | Montargis          | 1790-1801 | Administrative et électorale | Le 10 février 1790, la municipalité de Villemandeur est rattachée au canton de Montargis qui comprend alors dix municipalités. Les cantons sont supprimés, en tant que découpage administratif, par une loi du 26 juin 1793, et ne conservent qu'un rôle électoral. Ils permettent l’élection des électeurs du second degré chargés de désigner les députés. Ils acquièrent une fonction administrative avec la disparition des districts en 1795. |
| Canton                      | Montargis          | 1801-1973 | Administrative et électorale | Sous le Consulat, un redécoupage territorial visant à réduire le nombre de justices de paix ramène le nombre de cantons dans le Loiret de 59 à 31. Villemandeur est alors rattachée au canton de Montargis qui comprend désormais 15 communes par arrêté du 9 vendémiaire an X (30 septembre 1801),. |
| Canton                      | Amilly             | 1973-2015 | Administrative et électorale | En 1973, la commune est rattachée au canton d'Amilly, un canton issu de la division de l'ancien canton de Montargis. |
| Canton                      | Montargis          | 2015-     | Électorale                   | La loi du 17 mai 2013 et ses décrets d'application publiés en février et mars 2014 introduisent un nouveau découpage territorial pour les élections départementales. La commune est alors rattachée au nouveau canton de Montargis, qui comprend neuf communes. Depuis cette réforme, plus aucun service de l'État n'exerce sa compétence sur un territoire s'appuyant sur le nouveau découpage cantonal. Le canton a disparu en tant que circonscription administrative de l'État ; il est désormais uniquement une circonscription électorale dédiée à l'élection d'un binôme de conseillers départementaux siégeant au conseil départemental. |
| Arrondissement              | Montargis          | 1801-     | Administrative               | Villemandeur est rattachée à l'arrondissement de Montargis depuis sa création en 1801,. |
| Circonscription législative | 4e circonscription | 2010-     | Électorale                   | Lors du découpage législatif de 1986, le nombre de circonscriptions législatives passe dans le Loiret de 4 à 5. Un nouveau redécoupage intervient en 2010 avec la loi du 23 février 2010. En attribuant un siège de député « par tranche » de 125 000 habitants, le nombre de circonscriptions par département varie désormais de 1 à 21,. Dans le Loiret, le nombre de circonscriptions passe de cinq à six. La réforme n'affecte pas Villemandeur qui reste rattachée à la quatrième circonscription. |

#### Collectivités de rattachement
La commune de Villemandeur est rattachée au département du Loiret et à la région Centre-Val de Loire, à la fois circonscriptions administratives de l'État et collectivités territoriales.

### Politique et administration municipales

#### Conseil municipal et maire
Depuis les élections municipales de 2014, le conseil municipal  de Villemandeur, commune de plus de 1 000 habitants, est élu au scrutin proportionnel de liste à deux tours (sans aucune modification possible de la liste),  pour un mandat de six ans renouvelable. Il est composé de 29 membres. L'exécutif communal, est constitué par le maire, élu par le conseil municipal, parmi ses membres, pour un mandat de six ans, c'est-à-dire pour la durée du mandat du conseil.
| Période                                  | Période                     | Identité          | Étiquette    | Qualité                                                                    |
| ---------------------------------------- | --------------------------- | ----------------- | ------------ | -------------------------------------------------------------------------- |
| Les données manquantes sont à compléter. |                             |                   |              |                                                                            |
| 1892                                     | 1895                        | Ulysse Desmoulins |              |                                                                            |
| 1895                                     | 1904                        | Pierre Augory     |              |                                                                            |
| 1904                                     | 1912                        | Florimond Harry   |              |                                                                            |
| 1912                                     | 1919                        | Victor Point      |              |                                                                            |
| 1919                                     | 1930                        | Désiré Baudoin    |              |                                                                            |
| 1930                                     | 1935                        | Auguste Latour    |              |                                                                            |
| 1935                                     | 1947                        | Henri Gréau       |              |                                                                            |
| 1947                                     | 1961                        | Clément Baudeau   |              |                                                                            |
| 1961                                     | 2008                        | Daniel Point      | RPR puis UMP | Agriculteur Conseiller général (1973-2001) Conseiller régional (1979-1998) |
| 2008                                     | En cours (au 30 avril 2014) | Denise Serrano,   | DVD          | Personne sans activité professionnelle de 60 ans et plus (non retraitée)   |

## Équipements et services

### Enseignement
Villemandeur est situé dans l'académie d'Orléans-Tours et dans la circonscription de Montargis-Ouest. La commune possède deux écoles primaires, un collège et un lycée.
- École des Catalpas : école primaire publique des Petits ;
- École du Buisson : école élémentaire publique des Grands ;
- Collège public Lucie Aubrac : le collège a ouvert ses portes en septembre 2007 et est l'un des premiers de France à être construit dans le cadre d'un partenariat public-privé (PPP) ;
- Lycée Durzy : lycée général et technologique[78].

### Environnement

#### Gestion des déchets
En 2016, la commune est membre du syndicat mixte de ramassage et de traitement des ordures ménagères (SMIRTOM) de Montargis, créé en 1968. Celui-ci assure la collecte et le traitement des ordures ménagères résiduelles, des emballages ménagers recyclables et des encombrants en porte à porte et du verre en points d’apport volontaire. Un réseau de trois déchèteries accueille les encombrants et autres déchets spécifiques (déchets verts, déchets dangereux, gravats, ferraille, cartons…). La déchèterie la plus proche est située sur la commune d'Amilly.
Le SMIRTOM de Montargis procède également à l'élimination et la valorisation énergétique des déchets ménagers et de ceux issus de la collecte sélective dans l'unité d'Amilly, construite en 1969. Une convention de délégation du service public de traitement a été conclue en 2013 avec la société Novergie Centre, filiale énergie du Groupe Suez pour la valorisation énergétique des déchets.
Depuis le 1er janvier 2017, la « gestion des déchets ménagers » ne fait plus partie des compétences de la commune mais est une compétence obligatoire de la communauté d'agglomération Agglomération montargoise et rives du Loing en application de la loi NOTRe du 7 août 2015.

#### Production et distribution d'eau
Le service public d’eau potable est une compétence obligatoire des communes depuis l’adoption de la loi du 30 décembre 2006 sur l’eau et les milieux aquatiques. Au 31 décembre 2016, la production et la distribution de l'eau potable sur le territoire communal sont assurées par la Communauté de l'Agglomération Montargoise Et des Rives du Loing (A.M.E.),,. L'eau brute est pompée par le biais de six forages : trois à Amilly (la Chise 1, la Chise 2 et la Chise 3) et trois à Pannes (la Justice-Aunois, la Rivière-Aunois et la Grand Aunois). En 2015, 3 410 022 m3 d'eaux brutes ont été prélevés en nappe pour desservir les 21 102 abonnés de l'agglomération montargoise (soit 52 092 habitants raccordés).

#### Assainissement
La compétence assainissement, qui recouvre obligatoirement la collecte, le transport et l’épuration des eaux usées, l’élimination des boues produites, ainsi que le contrôle des raccordements aux réseaux publics de collecte, est également assurée par l'A.M.E.,,.
La commune est raccordée à la station d'épuration située sur le territoire de la commune de Châlette-sur-Loing, mise en service le 1er janvier 2004 et dont la capacité nominale de traitement est de  85 000 EH, soit 16 700 m3/jour. Cet équipement utilise un procédé d'épuration biologique dit « à boues activées ». Son exploitation est assurée en 2017 par la Lyonnaise des Eaux Amilly,.
Certaines rues de la commune ne sont pas desservies par le réseau d’eaux usées (réseau d’assainissement collectif) de l’Agglomération Montargoise et les habitations doivent dès lors être pourvues d’un système d’assainissement individuel (assainissement non collectif). L’assainissement non collectif (ANC) désigne les installations individuelles de traitement des eaux domestiques qui ne sont pas desservies par un réseau public de collecte des eaux usées et qui doivent en conséquence traiter elles-mêmes leurs eaux usées avant de les rejeter dans le milieu naturel. L'agglomération montargoise assure le service public d'assainissement non collectif (SPANC), qui a pour mission de vérifier la bonne exécution des travaux de réalisation et de réhabilitation, ainsi que le bon fonctionnement et l’entretien des installations,.

## Population et société

### Démographie
L'évolution du nombre d'habitants est connue à travers les recensements de la population effectués dans la commune depuis 1793. Pour les communes de moins de 10 000 habitants, une enquête de recensement portant sur toute la population est réalisée tous les cinq ans, les populations de référence des années intermédiaires étant quant à elles estimées par interpolation ou extrapolation. Pour la commune, le premier recensement exhaustif entrant dans le cadre du nouveau dispositif a été réalisé en 2008.
En 2022, la commune comptait 6 931 habitants, en évolution de +0,98 % par rapport à 2016 (Loiret : +1,89 %, France hors Mayotte : +2,11 %).
| 1793 | 1800 | 1806 | 1821 | 1831 | 1836 | 1841 | 1846 | 1851 |
| ---- | ---- | ---- | ---- | ---- | ---- | ---- | ---- | ---- |
| 376  | 452  | 502  | 514  | 542  | 593  | 642  | 654  | 705  |

| 1856 | 1861 | 1866 | 1872 | 1876 | 1881 | 1886 | 1891 | 1896 |
| ---- | ---- | ---- | ---- | ---- | ---- | ---- | ---- | ---- |
| 652  | 741  | 602  | 600  | 668  | 672  | 681  | 734  | 718  |

| 1901 | 1906 | 1911 | 1921 | 1926  | 1931  | 1936  | 1946  | 1954  |
| ---- | ---- | ---- | ---- | ----- | ----- | ----- | ----- | ----- |
| 762  | 790  | 793  | 868  | 1 082 | 1 197 | 1 241 | 1 398 | 1 619 |

| 1962  | 1968  | 1975  | 1982  | 1990  | 1999  | 2006  | 2008  | 2013  |
| ----- | ----- | ----- | ----- | ----- | ----- | ----- | ----- | ----- |
| 2 228 | 3 077 | 4 035 | 4 954 | 5 131 | 5 650 | 6 189 | 6 299 | 6 813 |

| 2018  | 2022  | - | - | - | - | - | - | - |
| ----- | ----- | - | - | - | - | - | - | - |
| 6 767 | 6 931 | - | - | - | - | - | - | - |

### Sports
Villemandeur a été ville-étape lors de la première étape de la course cycliste Paris-Nice en 2006.

## Patrimoine
- Château de Lisledon, à l'origine construction féodale, construit au XVIIe siècle dans un style Renaissance ;
- Château de Plateville du XIVe siècle, remanié aux XVIIIe et XIXe siècles ; acheté en 1825, ce chateau eut comme propriétaire Latouche-Tréville, intendant des domaines du duc d'Orléans avant la Révolution, puis le baron Agathon-Jean-François, baron Fain, premier secrétaire de Napoléon puis de Louis-Philippe.
- Église Saint-Didier du XIXe siècle. Ses fondations remontent au XIe siècle.